# Sociedade Brasileira de Psicologia
A Sociedade Brasileira de Psicologia (SBP) é uma entidade civil sem fins lucrativos, sem vinculações políticas, ideológicas ou religiosas, com sede e foro na cidade de Ribeirão Preto, estado de São Paulo, Brasil. Há mais de cinco décadas, esta Sociedade tem trabalhado para o desenvolvimento da Psicologia, tendo realizado Reuniões Anuais todos os meses de outubro desde 1972, inicialmente em Ribeirão Preto e a partir de 1999 em diferentes cidades do país.
A Sociedade têm publicado os resumos das Reuniões Anuais, a Trends in Psychology (editada a partir de 2020 em parceria com a Springer) e Cadernos de Psicologia; promove diversos encontros, os quais já serviram de espaço para a criação de outras associações da área; interage com outras associações científicas para o compartilhamento de conhecimento e defesa dos interesses dos que ensinam, pesquisam e trabalham na aplicação dos conhecimentos psicológicos; representa a Psicologia junto a agências de fomento e órgãos governamentais.

## Histórico
No início de 1970, na Faculdade de Filosofia, Ciências e Letras de Ribeirão Preto, era ministrado o curso de Ética Profissional, para o 5° ano de Psicologia. O assunto discutido era: ética no exercício profissional, formas de proteção ao profissional formado, quando indivíduos não credenciados executavam ações do psicólogo. Este grupo de professores e estudantes de graduação em psicologia, percebendo a carência de um fórum apropriado para discussões dos trabalhos de pesquisa e para interação com outros pesquisadores da área, fundou, em 29 de maio de 1971, a Sociedade de Psicologia de Ribeirão Preto, que foi sucedida em 1991 pela Sociedade Brasileira de Psicologia. A partir de 2005, para se adequar à legislação do país, sua nova razão social passou a ser Associação Brasileira de Psicologia.
Desde sua fundação, a SBP vem lutando para fortalecer ainda mais a ciência em psicologia, além de se tornar referência por suas Reuniões Anuais, palco de apresentações de estudos e importantes avanços da área.

## Diretorias[2]

### Gestão 2020/2021
Presidente: Ronaldo Pilati
Vice-Presidente: Deisy das Graças de Souza 
Secretária Geral: Andreia Schmidt 
Primeira Secretária: Lisiane Bizarro Araujo
Segundo Secretário: Maycoln Leôni Martins Teodoro 
Primeira Tesoureira: Renata Tamie Nakao 
Segundo Tesoureiro: João Gabriel Nunes Modesto
Diretor Adjunto: Ricardo Gorayeb

### Gestão 2018/2019
Presidente: Deisy das Graças de Souza
Vice Presidente: Ricardo Gorayeb
Secretária Geral: Lisiane Bizarro Araújo
Primeira Secretária: Normanda Araújo de Morais
Segundo Secretário: J. Landeira-Fernandez
Primeira Tesoureira: Andréia Schmidt
Segundo Tesoureiro: Elder Cerqueira Santos
Diretor Adjunto: Ronaldo Pilati

### Gestão 2016/2017
Presidente: Ricardo Gorayeb
Vice Presidente: Dora Fix Ventura
Secretária Geral: Lisiane Bizarro Araújo
Primeiro Secretário: J. Landeira-Fernandez
Segundo Secretário: Ronaldo Pilati
Primeira Tesoureira: Andréia Schmidt
Segunda Tesoureira: Maria Rita Zoéga Soares
Diretora Adjunta:  Renata Tamie Nakao

### Gestão 2014/2015
Presidente: Ricardo Gorayeb
Vice Presidente: Dora Fix Ventura
Secretário Geral: Marcelo Frota Benvenuti
Primeiro Secretário: J. Landeira-Fernandez
Segundo Secretário: Ronaldo Pilati
Primeira Tesoureira: Renata Tamie Nakao
Segunda Tesoureira: Maria Rita Zoega Soares

### Gestão 2012/2013
Presidente: Paula Inez Cunha Gomide
Vice Presidente: Lucia Cavalcanti de Albuquerque Williams
Secretário Geral: Marcelo Frota Benvenuti
Primeira Secretária: Maria Beatriz Martins Linhares
Segunda Secretária: Ana Lúcia Rossito Aiello
Primeira Tesoureira: Maria Cristina Antunes
Segunda Tesoureira: Luísa Fernanda Habigzang

### Gestão 2010/2011
Presidente: Paula Inez Cunha Gomide
Vice Presidente: Lucia Cavalcanti de Albuquerque Williams
Secretário Geral: Pedro Humberto Faria Campos
Primeira Secretária: Maria Beatriz Martins Linhares
Segundo Secretário: Marcelo Frota Benvenuti
Primeira Tesoureira: Maria Cristina Antunes
Segunda Tesoureira: Ruth Estevão

### Gestão 2008/2009
Presidente: Ederaldo José Lopes
Vice Presidente: Gerson Aparecido Yukio Tomanari
Secretária Geral: Marília Ferreira Dela Coleta
Primeira Secretária: Sônia Santa Vitaliano Graminha
Segunda Secretária: Maria Angela Guimarães Feitosa
Primeira Tesoureira: Rita de Cássia Gandini
Segundo Tesoureiro: José Gonçalves Medeiros

### Gestão 2006/2007
Presidente: Brígido Vizeu de Camargo
Vice Presidente: Gerson A. Yukio Tomanari
Secretária Geral: Paula Debert
Primeiro Secretário: Sônia S. Vitaliano Graminha
Segunda Secretária: Maria Ângela G. Feitosa
Primeiro Tesoureiro: José Gonçalves Medeiros
Segunda Tesoureira: Regina Celina Cruz

### Gestão 2004/2005
Presidente: Maria Martha Costa Hübner
Vice Presidente: Brígido Vizeu de Camargo
Secretária Geral: Vera Lúcia Adami Raposo do Amaral
Primeiro Secretário: Antônio dos Santos Andrade
Segunda Secretária: Lúcia Cavalcanti de Albuquerque Williams
Primeira Tesoureira: Márcia Regina Bonagamba Rubiano
Segunda Tesoureira: Maria Júlia Ferreira Xavier Ribeiro

### Gestão 2002/2003
Presidente: Maria Martha Costa Hübner
Vice Presidente: Vera Lúcia Adami Raposo do Amaral
Secretário Geral: Brígido Vizeu de Camargo
Primeira Secretária: Lúcia Cavalcanti de Albuquerque Williams
Segundo Secretário: Roberto Alves Banaco
Primeira Tesoureira: Márcia Regina Bonagamba Rubiano
Segunda Tesoureira: Maria Júlia Ferreira Xavier Ribeiro

### Gestão 2000/2001
Presidente: Olavo de Faria Galvão
Vice Presidente: Suely Sales Guimarães
Secretária Geral: Marília Ferreira Dela Coleta
Primeira Secretária: Ana Maria Pimenta Carvalho
Segunda Secretária: Eulina da Rocha Lordelo
Primeiro Tesoureiro: Antonio dos Santos Andrade
Segundo Tesoureiro: João Bosco de Assis Roch

### Gestão 1998/1999
Presidente: Luiz Marcellino de Oliveira
Vice Presidente: Heloisa Helena Ferreira da Rosa
Rosalina Carvalho da Silva / Geraldina Porto Witter
Secretário Geral: Regina Helena Caldana
Wilson Ferreira Coelho / Antonio dos Santos Andrade
Primeira Secretária: Ana Maria Pimenta Carvalho
Elisa Médici Pizão Yoshida
Segunda Secretária: Maria Teresa Araújo Silva
Primeira Tesoureira: Marcia Regina Bonagamba Rubiano
Ana Maria Pimenta Carvalho
Segunda Tesoureira: Cecília Guarnieri Batista

### Gestão 1997
Presidente: Maria Angela Guimarães Feitosa
Vice Presidente: William Barbosa Gomes
Secretário Geral: Nilton Pinto Ribeiro Filho
Segundo Secretário: Ileno Izídio da Costa
Segunda Tesoureira: Rosana Maria Tristã

### Gestão 1996
Presidente: Maria Angela Guimarães Feitosa
Vice Presidente: William Barbosa Gomes
Secretária Geral: Telma Vitoria
Primeira Secretária: Dircenéa De Lázari Corrêa
Segundo Secretário: Ileno Izídio da Costa
Primeira Tesoureira: Mara Ignez Campos de Carvalho
Segunda Tesoureira: Rosana Maria Tristão

### Gestão 1994/1995
Presidente: Carlos Alberto Bezerra Tomaz
Vice Presidente: André Jacquemin
Secretário Geral: Wilson Ferreira Coelho
Primeira Secretária: Dircenéa De Lázari Corrêa
Segunda Secretária: Elenice Aparecida de Moraes Ferrari
Primeira Tesoureira: Márcia Regina Bonagamba Rubiano
Segunda Tesoureira: Sônia Regina Pasian / Telma Vitoria

### Gestão 1992/1993
Presidente: Carolina Martuscelli Bori
Vice Presidente: Reinier Johannes Antonius Rozestraten
Secretário Geral: Luiz Marcellino de Oliveira
Primeira Secretária: Deisy das Graças de Souza
Segunda Secretária: Maria Amélia Matos
Primeira Tesoureira: Heloísa Helena Ferreira da Rosa
Márcia Regina Bonagamba Rubiano
Segunda Tesoureira: Célia Maria Lana da Costa Zannon

### Gestão 1991
Presidente: Ricardo Gorayeb
Vice Presidente: Reinier Johannes Antonius Rozestraten
Primeira Secretária: Deisy das Graças de Souza
Segunda Secretária: Maria Amélia Matos
Primeira Tesoureira: Vera Regina Lignelli Otero
Segundo Tesoureiro: José Gonçalves Medeiros

### Gestão 1990
Presidente: Reinier Johannes Antonius Rozestraten
Vice Presidente: Raquel Alves dos Santos
Primeira Secretária: Ludmila de Moura
Segunda Secretária: Vesna Ilana Hamburges Tambellini
Primeiro Tesoureiro: Antonio Pedro de Mello Cruz

### Gestão 1989
Presidente: José Aparecido da Silva
Vice Presidente: Zélia Maria Mendes Biasoli Alves
Primeira Secretária: Sônia Regina Pasian
Segunda Secretária: Regina Helena Lima Caldana
Primeira Tesoureira: Vera Regina Lignelli Otero
Segundo Tesoureiro: Sérgio Fukusima / Nilton Pinto Ribeiro Filho

### Gestão 1988
Presidente: Deisy das Graças de Souza
Vice Presidente: Zélia Maria Mendes Biasoli Alves
Primeira Secretária: Heloísa Helena Ferreira da Rosa
Segundo Secretário: Antonio Bento Alves de Moraes
Primeira Tesoureira: Vera Regina Lignelli Otero
Segunda Tesoureira: Maria Elisa Bechelli

### Gestão 1987
Presidente: Deisy das Graças de Souza
Vice Presidente: Isaías Pessotti
Primeira Secretária: Maria Aparecida Prioli Bugliani
Segunda Secretária: Ana Maria Pimenta de Carvalho
Primeira Tesoureira: Mariângela de Carvalho
Segunda Tesoureira: Maria Beatriz Martins Linhares

### Gestão 1986
Presidente: Ricardo Gorayeb
Vice Presidente: Maria Lúcia Dantas Ferrari
Primeira Secretária: Heloísa Helena Ferreira da Rosa Maestrello
Segunda Secretária: Deisy das Graças de Souza
Primeira Tesoureira: Eucia Beatriz Lopes Petean
Segunda Tesoureira: Mariângela de Oliveira

### Gestão 1985
Presidente: André Jacquemin
Vice Presidente: Sonia Santa Vitaliano Graminha
Primeira Secretária: Marisa Japur
Segunda Secretária: Maria Aparecida Prioli Bugliani
Primeiro Tesoureiro: Antonio Ribeiro de Almeida
Segundo Tesoureiro: Carlos Eduardo Cameschi

### Gestão 1984
Presidente: André Jacquemin
Vice Presidente: Sonia Santa Vitaliano Graminha
Primeira Secretária: Teresinha Porto Noronha Ferreira de Arruda
Segunda Secretária: Eucia Beatriz Lopes Petean
Primeira Tesoureira: Sandra Luiza Nunes
Segundo Tesoureiro: Carlos Eduardo Cameschi

### Gestão 1983
Presidente: Ricardo Gorayeb
Vice Presidente: André Jacquemin
Primeira Secretária: Teresinha Porto Noronha Ferreira de Arruda
Segunda Secretária: Eucia Beatriz Lopes Petean
Primeira Tesoureira: Sandra Luiza Nunes
Segundo Tesoureiro: Carlos Eduardo Cameschi

### Gestão 1982
Presidente: Ricardo Gorayeb
Vice Presidente: Zélia Maria Mendes Biasoli Alves:
Primeira Secretária: Rosalina Carvalho Pessotti
Segunda Secretári: Maria Cristina Pedreschi Caliento
Primeira Tesoureira: Maria Aparecida Crepaldi
Segunda Tesoureira: Vera Lucia Sobral Machado

### Gestão 1981
Presidente: Luiz Marcellino de Oliveira
Vice Presidente: José Aparecido da Silva
Primeira Secretária: Maria Bernadete A. Contart de Assis
Segunda Secretária: Maria Cristina Pedreschi Caliento
Primeiro Tesoureiro: Antonio Ribeiro de Almeida
Segunda Tesoureira: Maria Lucimar Fortes Paiva

### Gestão 1980
Presidente: José Lino de Oliveira Bueno
Vice Presidente: Nivaldo Nale
Primeira Secretária: Zélia Maria Mendes Biasoli Alves
Segundo Secretário: Júlio César Coelho de Rose
Primeira Tesoureira: Deisy das Graças de Souza
Segundo Tesoureiro: Wilson de Campos Vieira

### Gestão 1979
Presidente: Ricardo Gorayeb
Vice Presidente: Regina Helena Sacoman
Vice Presidente: Leila Jorge
Primeiro Secretário: Júlio César Coelho de Rose
Segunda Secretária: Deisy das Graças de Souza
Primeira Tesoureira: Maria Beatriz Martins Linhares
Segunda Tesoureira: Dircenéa De Lázarri Corrêa

### Gestão 1978
Presidente: Luiz Marcellino de Oliveira
Vice Presidente: José Carlos Simões Fontes
Vice Presidente: Elza Marilene Stelle Prorok
Primeiro Secretário: José Aparecido da Silva
Segundo Secretário: Terso B. Mazzotti
Primeiro Tesoureiro: Sílvio Morato de Carvalho
Segunda Tesoureira: Mara Ignêz Campos de Carvalho

### Gestão 1977
Presidente: Isaías Pessotti
Vice Presidente: José Aparecido da Silva
Vice Presidente: Terezinha Fiorini
Primeira Secretária: Maria Teresa S. B. de Almeida
Segundo Secretário: Marco Antonio de Castro Figueiredo
Primeiro Tesoureiro: Silvio Morato de Carvalho
Segunda Tesoureira: Vera Regina Lignelli Otero

### Gestão 1976
Presidente: Maria Clotilde Rossetti Ferreira
Vice Presidente: Maria Tereza Araújo e Silva
Vice Presidente: Myriam Silveira Vianna
Primeira Secretária: Heloísa Helena Ferreira da Rosa Maestrello
Segunda Secretária: Maria Luiza Barbieri
Primeiro Tesoureiro: Silvio Morato de Carvalho
Segunda Tesoureira: Vera Regina Lignelli Otero

### Gestão 1975
Presidente: Luiz Marcellino de Oliveira
Vice Presidente: Maria Helena Sarti
Vice Presidente: Myriam Silveira Vianna
Primeira Secretária: Heloísa Helena Ferreira da Rosa Maestrello
Segunda Secretária: Ed Melo Golfeto
Primeira Tesoureira: Vera Regina Lignelli Otero
Segunda Tesoureira: Mara Ignêz Campos de Carvalho

### Gestão 1974
Presidente: Luiz Marcellino de Oliveira
Vice Presidente: Maria Inês de Assis Moura
Vice Presidente: Terezinha Moreira Leite
Primeira Secretária: Regina Helena Sacoman
Segunda Secretária: Ângela Ignêz Simões Rozestraten
Primeiro Tesoureiro: Lino de Macedo
Segunda Tesoureira: Lucia Helena Zuccollotto

### Gestão 1973/1972/1971
Presidente: Reinier Johannes Antonius Rozestraten
Vice Presidente: João Cláudio Todorov
Vice Presidente: Ângela Ignêz Simões Rozestraten
Primeiro Secretário: Ricardo Gorayeb
Segunda Secretária: Terezinha Moreira Leite
Primeiro Tesoureiro: Lino de Macedo
Segundo Tesoureiro: Luiz Marcelino de Oliveira

## Conselho[3]

### Membros Natos
Brigido Vizeu Camargo 
Deisy das Graças de Souza
Ederaldo José Lopes
Isaías Pessotti
João Cláudio Todorov
José Aparecido da Silva
José Lino de Oliveira Bueno
Maria Angela Guimarães Feitosa
Maria Clotilde Rossetti Ferreira
Maria Martha Costa Hubner
Olavo de Faria Galvão
Paula Inez Cunha Gomide
Ricardo Gorayeb

### Membros Eleitos (2020/2021)
Gerson Aparecido Yukio Tomanari 
Dora Fix Ventura 
Roberto Alves Banaco 
Eucia Beatriz Lopes Petean 
João Carlos Alchieri 

## Revista Trends in Psychology/Temas em Psicologia[4]
Trends in Psychology/Temas em Psicologia (editada a partir de 2020 em parceria com a Springer) é uma publicação trimestral da Sociedade Brasileira de Psicologia. Se destina à divulgação de trabalhos originais na área de Psicologia, como estudos empíricos, históricos, teóricos e conceituais, relatos de experiência profissional, revisões críticas da literatura, notas técnicas e cartas aos editores. Destina-se a estudantes, profissionais e pesquisadores da Psicologia e áreas afins.

## Revista Cadernos de Psicologia[6]
Cadernos de Psicologia/Psychological Notes é uma publicação de periodicidade semestral abril/outubro da Sociedade Brasileira de Psicologia. Trata-se de uma revista de acesso aberto, para uso didático ou em atividades de ensino e formação, que acolhe trabalhos de alta qualidade. A revista destina se à divulgação de trabalhos originais e inéditos, na área de Psicologia, caracterizados por serem revisões sistemáticas da literatura, metanálises, meta-sínteses, estudos históricos, teóricos ou conceituais. É direcionada especialmente a estudantes de graduação, pós-graduação e aos profissionais da Psicologia e áreas afins.

## Reunião Anual da Sociedade Brasileira de Psicologia[7]
A Reunião Anual é organizada pela Sociedade Brasileira de Psicologia e se configura como um importante evento do calendário científico da psicologia brasileira. O evento costuma contar com Conferências, Simpósios e Mesas-Redondas propostos pelos mais importantes pesquisadores do país e profissionais com vasta e reconhecida experiência. Também conta com grande número de Painéis e Sessões Coordenadas de apresentação de pesquisas.

### Cidades que sediaram as Reuniões Anuais da Sociedade Brasileira de Psicologia
1970 a 1998 - Ribeirão Preto (SP)
1999 - Campinas (SP)
2000 - Brasília (DF)
2001 - Rio de Janeiro (RJ)
2002 - Florianópolis (SC)
2003 - Belo Horizonte (MG)
2004 - Ribeirão Preto (SP)
2005 - Curitiba (PR)
2006 - Salvador (BA)
2007 - Florianópolis (SC)
2008 - Uberlândia (MG)
2009 - Goiânia (GO)
2010 - Curitiba (PR)
2011 - Belém (PA)
2012 - São Paulo (SP)
2013 - Aracaju (SE)
2014 - Ribeirão Preto (SP)
2015 - Belo Horizonte (MG)
2016 - Fortaleza (CE)
2017 - São Paulo (SP)
2018 - São Leopoldo (RS)
2019 - João Pessoa (PB)